# Національна дорога 65 (Польща)
Національна дорога 65 (пол. Droga krajowa nr 65, DK65) – національна дорога довжиною приблизно 224 км, розташована у Вармінсько-Мазурському та Підляському воєводствах. Цей маршрут з'єднує Голдап на кордоні з Росією (область Кенігсберг) з Бобровниками на кордоні з Білорусією через Елк, Граєво та Білосток.
В Елку ця дорога проходить уздовж національної дороги № 16. Далі, у Білостоку, маршрут спочатку пролягає тією ж дорогою, що й національна дорога № 8, а потім слідує національній дорозі № 19 до кордону з містом Білосток. У Білостоці цю дорогу мають перетинати швидкісна дорога S8 та швидкісна дорога S19.
З 10 лютого 2023 року через «важливі інтереси державної безпеки» рух на прикордонному переході в Бобровниках призупинено до подальшого повідомлення.

## Важливі міста, розташовані на національній дорозі № 65
- Ґолдап (DW650, DW651) – кордон з Росією – кільцева дорога
- Ковале-Олецькі (DW652)
- Олечко (DW653, DW655)
- Елк (DK16, DW656) – обхід
- Нова Весь-Елцька (DW667)
- Простки
- Граєво (DW665)
- Фортеця Осовець (DW668, DW670)
- Mоньки
- Книшин (DW671)
- Добжинево Дуже
- Білосток (DK8, DK19, DW676) – об’їзд центру міста
- Ґрудек – кільцева дорога
- Бобровники – кордон з Білоруссю